# Eupithecia prespicuata
Eupithecia prespicuata là một loài bướm đêm trong họ Geometridae.